# Anneliese Triller
Anneliese Klara Triller (z d. Birch-Hirschfeld, ur. 11 sierpnia 1903 w Lipsku, zm. 15 kwietnia 1998 w Bonn) – jedna z najwybitniejszych historyczek warmińskich, w latach 1933–1945 dyrektorka diecezjalnego archiwum biskupiego we Fromborku.

## Życiorys
Urodziła się w Lipsku w protestanckiej rodzinie profesora okulisty Arthura Birch-Hirschfelda i Anny z d. Hoeller. Gdy jej ojciec objął w 1914 katedrę okulistyki na Uniwersytecie w Królewcu, przeprowadził się tam z rodziną. Anneliese ukończyła gimnazjum żeńskie w Królewcu. Po maturze studiowała w Lipsku, Bonn i Królewcu historię, łacinę, język francuski i niemiecki.
W 1921 udała się na wycieczkę do Fromborka, tam natknęła się na wikarego katedralnego Eugena Brachvogela, który oprowadzał wycieczkę. Jego dogłębna znajomość historii tak ją ujęła, że nawiązała z nim kontakt, a przez niego później z biskupem warmińskim Augustinusem Bludauem. Za sugestią biskupa Bludaua tematem jej rozprawy doktorskiej, obronionej na Uniwersytecie w Królewcu, były dzieje kapituły kolegiackiej w Dobrym Mieście (Geschichte des Kolegiatstiftes in Guttstadt 1341–1811). W 1924, również pod wpływem biskupa Bludaua, przeszła z wyznania ewangelicko-augsburskiego na katolicyzm, zachowując ekumeniczne podejście do obu tych gałęzi chrześcijaństwa (na konwersję miała wpływ ponadto postać katolickiej mistyczki Émilie Schneider, która była ciotką jej matki). Anneliese pasjonowała się historią Warmii. W latach 1931–1932 zdobyła w Berlinie wykształcenie archiwisty w Instytucie Nauk Historycznych w Berlinie-Dahlem, po czym realizowała półroczną praktykę w Królewcu. Późną jesienią 1932 przeniosła się do Fromborka, gdzie została w 1933 mianowana przez biskupa Maximiliana Kallera na stanowisko archiwariusza znajdującego się w tym mieście cennego archiwum biskupiego, jako pierwsza kobieta w historii archiwum. Jako mieszkanie otrzymała wolną kanonię położoną tuż obok głównego wejścia do katedry fromborskiej. Stało się to możliwe, gdyż na mocy Konkordatu ze Stolicą Apostolską w 1929 roku zmniejszono liczbę kanoników kapituły o 2 duchownych. Opuszczona kanonia nie miała wysokiego standardu, brak było w niej łazienki i grasowały w niej myszy, ale za to był przy niej ogród i piękny widok na Zalew Wiślany, rozpościerający się aż po Mierzeję.
Pod jej kierownictwem bogate zbiory archiwum zostały na nowo uporządkowane i oznaczone. Jej największą zasługą było jednak ocalenie tych zbiorów. Jesienią 1944 spakowała starannie zasoby archiwum fromborskiego do skrzyń, ażeby przetransportować je na Zachód. Transport nie doszedł do skutku i zbiory zostały przejęte przez Rosjan, następnie wywiezione do Rosji i dopiero w 1951 (według innego źródła po śmierci Stalina) zwrócone partiami do Polski. Dzięki temu zabiegowi nie uległy dewastacji i zniszczeniu w wojennej pożodze jak w wielu innych przypadkach.
Pod koniec sierpnia 1944 jego dom jej rodziców w Królewcu został zniszczony wskutek bombardowań lotnictwa sowieckiego, a ojciec Arthur Birch-Hirschfeld został raniony w głowę. Po tym zdarzeniu rodzice przyjechali do Fromborka i zamieszkali w mieszkaniu córki, stąd ojciec nadal jeździł dwa razy w tygodniu do Królewca, gdzie prowadził praktykę okulistyczną.
22 stycznia 1945 rosyjskie wojska odcięły pod Elblągiem Prusy Wschodnie od reszty Rzeszy. Jedyna możliwa droga ewakuacji przed nadciągającym frontem Armii Czerwonej prowadziła przez Zalew Wiślany (zob. ucieczka przed Armią Czerwoną przez Zalew Wiślany). 24 stycznia Anneliese opuściła Frombork i przez Królewiec dotarła do portu w Bałtijsku. Stamtąd dostała się na pokład okrętu wojennego HSK Coronel do Gdyni, a następnie pociągiem sanitarnym do Bremy i w końcu do Lipska. W czasie exodusu zmarł jej ojciec (31 stycznia) i urodziła się córka Dorothea (7 marca).
Po wojnie osiedliła się z rodziną w Bonn, ale w dalszym ciągu zajmowała się dziejami Warmii. Znalazła zatrudnienie w Institut für Ostdeutsche Kirche- und Kulturgeschichte prowadzonym przez prof. Bernharda Stasiewskiego. Wielokrotnie przyjeżdżała do Olsztyna i korzystała z zasobów archiwum, którego wcześniej była dyrektorem (po wojnie siedziba diecezji została tam właśnie przeniesiona ze zniszczonego Fromborka). Utrzymywała naukowe kontakty z kolejnymi dyrektorami Archiwum Diecezjalnego – z biskupem Janem Obłąkiem oraz ks. prof. Marianem Borzyszkowskim. W ciągu swego długiego życia napisała wiele cennych artykułów. Jej córka – Dorota Thriller – po śmierci matki zabrała i opublikowała spis jej prac, obejmujący 320 pozycji. Są tam prace obszerne, zaopatrzone starannie w aparat krytyczny, ale też i popularne na tematy obyczajowe, na tematy dotyczące Warmii, tutejszych guseł, sekt, katów, czarownic itp. Ulubionym obiektem badań uczonej była rekluza błogosławiona Dorota z Mątowów.
Od 1930 była członkiem Warmińskiego Towarzystwa Historycznego (Historischer Verein für Ermland), a w latach 1956–1989 była wiceprezesem stowarzyszenia; od roku 1967 była prezesem honorowym stowarzyszenia.
Do swojej śmierci (1998) była pierwszą oraz jedyną kobietą w Niemczech, która zarządzała archiwum diecezjalnym. Istniejące do tej pory dwa archiwa (biskupie i katedralne) zostały połączone w jedno, a dodatkowo jeszcze przejęła zarządzanie biblioteką katedralną.
Za swój wkład naukowy oraz za działalność na rzecz porozumienia między Polakami i Niemcami została w 1979 odznaczona przez papieża Jana Pawła II odznaczeniem Pro Ecclesia et Pontifice.

## Życie prywatne
W sierpniu 1941 wyszła na mąż za Alfonsa Trillera (1904–1986), docenta slawistyki i lektora języka polskiego w Państwowej Akademii w Braniewie i autora monografii o Ignacym Krasickim. Ślubu udzielił im w kaplicy biskupiej biskup Kaller. Mąż również interesował się historią i okazał się bardzo pomocny w pracy w archiwum biskupim przy tłumaczeniu dokumentów w języku polskim. Matka męża – urodzonego w Wielkopolsce – była Polką. Mieli czwórkę dzieci, trzech synów i córkę:
- Georg Michael (ur. 1942 w Królewcu) – został adwokatem w Kolonii,
- Dorothea (ur. 7 marca 1945 w Mühltroff w czasie exodusu przed Armią Czerwoną) – wybrała podobny zawód jak matka, została dyplomowaną bibliotekarką i archiwistką w Bonn,
- Christoph (ur. 1947 w Königstein im Taunus) – został taksówkarzem w Bonn,
- Andreas (ur. 1949 w Königstein im Taunus) – został optykiem w Sankt Augustin.